# TSV Melchiorshausen
Der TSV Melchiorshausen, auch TSV Blau-Weiss Melchiorshausen genannt (offiziell: Turn- und Sportverein Melchiorshausen Blau-Weiss von 1923 e.V.), ist ein Sportverein aus dem Ortsteil Melchiorshausen der Gemeinde Weyhe im Landkreis Diepholz in Niedersachsen. Der Verein besitzt unter anderem Sparten für Fußball, Tennis und Tischtennis.

## Fußballabteilung
Im Fußballbereich gehört der TSV Melchiorshausen aus dem etwa 12 km südlich von Bremen liegenden Ortsteil von Weyhe zum Bremer Fußball-Verband und nimmt an dessen Spielbetrieb teil.
Der TSV Melchiorshausen stieg 1948 in die Landesliga Niedersachsen/Bremen auf, belegte in der Saison 1948/49 der Staffel Bremen aber nur den 12. und letzten Platz, der den sofortigen Wiederabstieg bedeutete. 1988 gelang der Aufstieg in die Verbandsliga Bremen, dem 1990 der Abstieg in die Landesliga folgte. Von 1992 bis 1997 folgten fünf weitere Spielzeiten in der Verbandsliga, wobei der Verein in der Saison 1995/96 mit einem fünften Rang die bis heute höchste Platzierung in der Vereinsgeschichte erreichte. Nach acht Spielzeiten in der Landesliga von 1998 bis 2006 folgten fünf Spielzeiten in der Bremen-Liga von 2006 bis 2011, gefolgt von fünf Jahren in der Landesliga. Zur Saison 2016/17 gelang schließlich der erneute Aufstieg in die Bremen-Liga, dem prompt nach einer Spielzeit der Wiederabstieg folgte.